# Шарль Деспіо
Шарль-Альбер Деспіо (фр. Charles-Albert Despiau; 4 листопада 1874, Мон-де-Марсан — 28 жовтня 1946, Париж) — французький скульптор.

## Життєпис

### Раннє життя
Шарль-Альбер Деспіо народився у французькому місті Мон-де-Марсан, департамент Ланди, навчався спочатку в Школі декоративних мистецтв, а згодом у Вищій національній школі красних мистецтв. Він почав виставлятися в Салоні французьких художників з 1898 по 1900 рік, потім у менш академічному Національному товаристві красних мистецтв, де виставлявся з 1901 по 1921 рік, і, нарешті, в Салоні Тюїльрі, де виставлявся з 1923 по 1944 рік.

### Кар'єра
Оґюст Роден найняв його своїм асистентом у 1907 році. Деспіо працював з Роденом, а також займався власною скульптурою до 1914 року, коли його призвали на службу в маскувальний підрозділ у Першу світову війну.
Повернувшись до скульптури після війни, він здобув успіх завдяки своїй персональній виставці в нью-йоркській галереї «Бруммер» наприкінці 1927 року. Помер у Парижі в 1946 році.

## Творчість
Деспіо не був плідним скульптором, вважаючи за краще працювати стільки, скільки було потрібно для реалізації його бачення. Збереглося кілька гіпсових статуй, які повторюють модель з незначними варіаціями.
Його роботи, переважно портрети та оголені натури, що ілюструють спокійний класицизм, знаходяться в колекціях понад тридцяти музеїв Франції та понад 100 музеїв по всьому світу, включаючи Музей мистецтва Метрополітен. Музей сучасного мистецтва в Нью-Йорку володіє бронзовою «Ассією», можливо, найвідомішою його роботою.
Найбільша колекція знаходиться в його рідному Мон-де-Марсан, в музеї, який він розділяє з Робертом Влериком, заснованому в Донжон Лакатає. За свою п'ятдесятирічну кар'єру Деспіо створив загалом 150 скульптур і 1 000 малюнків.